# Articol hotărât
În gramatică, articolul hotărât (sau definit) este un articol care însoțește un substantiv, adjectiv sau mai rar alte părți de vorbire și a cărui funcție este de a arăta că acel cuvânt denumește un obiect, concept etc. cunoscut de vorbitor sau individualizat dintr-o mulțime de obiecte similare.
Nu toate limbile folosesc articolul hotărât, de exemplu acesta lipsește în limbile rusă, latină, japoneză, tamil, etc. Limbile care au articole hotărâte pot să difere între ele semnificativ în modul de folosire.

## În limba română
Articolul hotărât în limba română se distinge de cel din celelalte limbi romanice prin faptul că se atașează la sfârșitul cuvintelor pe care le determină, poziție în care se numește enclitic. Această caracteristică este comună limbilor din uniunea lingvistică balcanică din care mai fac parte printre altele limbile bulgară, albaneză, macedoneană și în parte limba greacă.
Forma articolului hotărât nu este unică, ea depinde de genul substantivului determinat și chiar pentru fiecare gen poate avea diferite forme. Tabelul de mai jos cuprinde numai substantive masculine la singular nominativ și demonstrează această variabilitate.
| Nearticulat | Cu articol hotărât |
| ----------- | ------------------ |
| om          | omul               |
| codru       | codrul             |
| frate       | fratele            |
| tată        | tatăl              |
| popă        | popa               |

Articolul hotărât își schimbă forma în funcție de numărul și cazul substantivului determinat. Astfel avem:
|                     | Singular  | Plural    |
| ------------------- | --------- | --------- |
| Nominativ, acuzativ | băiatul   | băieții   |
| Genitiv, dativ      | băiatului | băieților |
| Vocativ             | băiete    | băieților |

### Etimologie
|                    | Masculin                   | Masculin                   | Feminin                          | Feminin                   |
| Singular           | Plural                     | Singular                   | Plural                           |                           |
| Nominativ Acuzativ | latină illum → rom. lu → l | latină illi → rom. l'i → i | latină illa → rom. euă → eau → a | latină illea → rom. le    |
| Genitiv Dativ      | latină illui → rom. lui    | latină illorum → rom. lor  | latină illaei → rom. ei          | latină illorum → rom. lor |

## În alte limbi romanice
În limbile romanice articolul hotărât provine în general din forme ale demonstrativului latinesc ille. Cu excepția limbii române articolul hotărât este un cuvânt separat și se pune înaintea cuvântul determinat. Astfel, de exemplu, în limba franceză are la singular forma le pentru substantive masculine, la pentru cele feminine și les pentru ambele genuri la plural.
Exemplu: varianta articulată a cuvântului român în diferite limbi romanice:
- Italiană: il rumeno
- Franceză: le roumain
- Spaniolă: el rumano
- Portugheză: o romeno
- Catalană: el romanès
- Română: românul

## Uniunea lingvistică balcanică
Cu excepția limbii grece articolul hotărât din limbile uniunii lingvistice balcanice se plasează la sfârșitul cuvântului determinat. Astfel de exemplu în limba macedoneană drvo (copac) devine după atașarea articolului hotărât drvoto (copacul), iar în limba bulgară același exemplu devine durvo - durvoto. Studiind existența articolului eclitic în limba bulgară și limba albaneză, Theodor Capidan a demonstrat influența limbii române vechi asupra limbii bulgare în apariția articolului hotărât

## În alte limbi
- Limba engleză: articolul hotărât este the plasat înaintea cuvântului determinat: the boy (băiatul). Dacă acest cuvânt este în plus determinat de un pronume personal atunci articolul hotărât dispare: my boy (băiatul meu). Etimologic, articolul the provine din þe în engleza mijlocie, care la rândul său derivă din unirea articolelor se (masculin), seo (feminin) și þæt (neutru) din engleza veche.

- În limba artificială románico există două tipuri de articol hotărât, cel obișnuit și unul care determină substantivele ce numesc o clasă de obiecte: la puero es bela (copilul este frumos) și il puero es bela (orice copil este frumos, copiii în general sunt frumoși).

- Atât în greaca veche cât și în cea modernă articolul hotărât se folosește și pentru substantivele proprii: ὁ Ἰησοῦς (ho Iēsoûs - "Iisusul"). Când substantivul este determinat de un adjectiv, articolul se plasează (opțional) atât înaintea adjectivului cât și înaintea substantivului: ὁ πατὴρ ὁ ἀγαθός (ho patēr ho agathós - "tatăl bunul").

- În limbile portugheză, italiană, germană și catalană se folosește în anumite situații (de exemplu în vorbirea familiară) articolul hotărât împreună cu substantivele proprii.

- Limbile scandinave au dezvoltat aceeași particularitate ca în limba română de a plasa articolul hotărât la sfârșitul substantivului.